# Germansen Range
Germansen Range är ett berg i Kanada.   Det ligger i provinsen British Columbia, i den centrala delen av landet, 3 600 km väster om huvudstaden Ottawa. Toppen på Germansen Range är 1 644 meter över havet.
Terrängen runt Germansen Range är kuperad. Trakten runt Germansen Range är nära nog obefolkad, med mindre än två invånare per kvadratkilometer.. Det finns inga samhällen i närheten.
I omgivningarna runt Germansen Range växer i huvudsak barrskog.